# Surtauville
Surtauville es una localidad y comuna francesa situada en la región de Alta Normandía, departamento de Eure, en el distrito de Les Andelys y cantón de Louviers-Sud.

## Demografía
| 366 | 372 | 363 | 352 | 353 | 357 | 366 | 341 | 359 | 351 | 387 | 371 | 372 | 369 | 323 | 299 | 295 | 291 | 254 | 236 | 189 | 176 | 196 | 168 | 211 | 240 | 239 | 246 | 308 | 284 | 334 | 355 |
| Para los censos de 1962 a 1999 la población legal corresponde a la población sin duplicidades (Fuente: INSEE [Consultar]) |     |     |     |     |     |     |     |     |     |     |     |     |     |     |     |     |     |     |     |     |     |     |     |     |     |     |     |     |     |     |     |

Gráfico de la evolución de la población entre 1794 y 1999